# Farliga förbindelser
Farliga förbindelser (originaltitel: Les Liaisons dangereuses) är en brevroman av Choderlos de Laclos, utgiven år 1782. Den är en av hans mest kända verk och boken blev i nyare tid uppmärksammad som teaterpjäs med samma titel, dramatiserad av Christopher Hampton för Royal Shakespeare Company 1985. Romanen har också filmatiserats fyra gånger.

## Filmatiseringar
- 1959 – Farliga förbindelser
- 1988 – Farligt begär (titeln ändrades därför att en annan film, Farlig förbindelse, haft premiär året innan)
- 1989 – Valmont
- 1999 – En djävulsk romans